# Ljudevit Tomašić
Ljudevit Tomašić (Zagreb, 2. siječnja 1901. – 24. ili 25. travnja 1945.) bio je hrvatski političar i istaknuti član Hrvatske seljačke stranke (HSS). Poznat je po svom sudjelovanju u neuspjeloj uroti Lorković-Vokić u kolovozu 1944. godine čiji je cilj bio stvaranje koalicijske vlade između ustaša i HSS-a te prijelaz Nezavisne Države Hrvatske (NDH) na stranu Saveznika. Tomašić je uhićen u kolovozu 1944. godine, a ubijen u travnju 1945. godine.

## Životopis
Ljudevit Tomašić rođen je u Zagrebu 1901. godine. U Zagrebu je završio gimnaziju 1920. godine, nakon čega je pohađao Filozofski fakultet u Zagrebu, gdje je studirao filozofiju i prirodne znanosti. Diplomirao je 1929. godine, stekao je diplome iz filozofije i pedagogije. U isto vrijeme, Tomašić je studirao na Pravnom fakultetu Sveučilišta u Zagrebu, ali 1921. godine diplomirao je za školskog nastavnika i radio u Svetom Martinu na Muri kao učitelj u osnovnoj školi. 1923. godine dobiva otkaz zbog njegova političkog djelovanja.

### Aktivnost u HSS-u
Od 1917. godine Tomašić je član HSS-a. 1927. godine, biva osuđen na tri godine zatvora, a početkom 1929. godine, pušten je zbog amnestije. Pod policijskim pritiskom, napušta Zagreb i od tada četiri godine živi u Samoboru pod stalnim nadzorom policije. Početkom 1933. godine bio je izbačen iz Samobora i izručen policiji u Zagrebu, ali je ubrzo pušten. Na izborima 1935. godine Tomašić je izabran u parlament kao predstavnik Samobora i 1938. godine kao predstavnik Klanjca. 1940. godine on je postao ravnatelj gospodarske unije.
Tijekom Nezavisne Države Hrvatske, od 1941. do 1945. godine, Tomašić pripada srednjem djelu HSS-a, okupljenom oko Vladka Mačeka. 1942. godine bio je pozvan za zastupnika Hrvatskog Državnog Sabora, ali on se tome pozivu nije odazvao. Za vrijeme NDH Tomašić je također i ilegalno širio HSS-ove novine. U rujnu 1943. godine Tomašić je sudjelovao na sjednici HSS-a gdje je vodstvo odbilo prijedlog predsjednika Vlade Nezavisne Države Hrvatske, Nikole Mandića, o koalicijskoj vladi. Dok se Vladko Maček nalazio u kućnom pritvoru, Tomašić mu je dostavljao pismene poruke o inicijativi ministra Mladena Lorkovića i Ante Vokića. Također bio je i u najužem pregovaračkom timu za pregovore s vodstvom partizanskog pokreta. Zbog njegove umiješanosti u uroti Lorković-Vokić, Tomašić je uhićen 31. kolovoza 1944. godine i zatvoren u Lepoglavi. Ustaše su ga ubili 24. ili 25. travnja 1945. godine. Zbog komunističke politike lažno je naveden kao žrtva logora Jasenovac.